# حکومت موقت انگلستان
حکومت موقت انگلستان (به انگلیسی: Interregnum) به دوره‌ای از تاریخ انگلستان اشاره دارد پس از اعدام چارلز یکم انگلستان در ۳۰ ژانویه سال ۱۶۴۹ و بازگشتن پسرش چارلز دوم انگلستان به قدرت طی بازگرداندی پادشاهی انگلیسی در ۲۹ می سال ۱۶۶۰. در دورهٔ حکومت موقت انگلستان تحت اشکال مختلفی از حکومت جمهوری اداره می‌شد.